# Stanley River (Waingaro River)
Der Stanley River ist ein Fluss im Tasman District auf der Südinsel von Neuseeland.

## Geographie
Der Stanley River, der den Lake Stanley an seiner Südostseite entwässert, besteht bezogen auf seine Namensgleichheit mit zwei Flüssen, die in den Lake Stanley an seiner westlichen und südwestlichen Seite münden, aus einem Fluss mit zwei Quellflüssen.
Der nördlichere Quellfluss entspringt auf einer Höhe von 1320 m, rund 435 m östlich des 1546 m hohen Gipfel, der Drunken Sailors genannt wird und fließt von dort aus östlich mit einem anschließenden Bogen und südliche Richtung seiner Mündung in den Lake Stanley entgegen. Die Länge des Flusses beträgt rund 5,5 km. Quelle: 40° 58′ 35″ S, 172° 33′ 49″ O, Mündung: 41° 0′ 11″ S, 172° 35′ 54″ O.
Der südlichere Quellfluss entspringt auf einer Höhe von 1350 m, rund 1100 m südöstlich des 1546 m hohen Gipfel, Drunken Sailors und fließt von dort aus in eine südliche Richtung mit einem anschließenden Bogen nach Nordosten seiner Mündung in den Lake Stanley entgegen. Die Länge des Flusses beträgt ebenfalls rund 5,5 km. Quelle: 40° 59′ 0″ S, 172° 33′ 7″ O, Mündung: 41° 0′ 20″ S, 172° 35′ 50″ O.
Nach dem Verlassen des Lake Stanley fließt der Stanley River über 6,8 km in südöstlich Richtung und mündet schließlich in den Waingaro River.
Alle drei Teile des Stanley River verfügen über keine Nebenflüsse, wohl aber über zahlreiche Gebirgsbäche, die ihre Wässer zutragen.

## Wanderweg
Vom Waingaro Track aus, der in der Nähe der Mündung des Stanley River in den Waingaro River endet, führt ein Wanderweg an der Südwestseite des Stanley River und weiter an der Südwestseite des Lake Stanley bis zur Schutzhütte Soper Shelter. Von dort aus knickt der Weg noch Norden ab und folgt über gut 2 km an der Westseite des nördlichen Stanley River dem Fluss. Dort, wo der Fluss nach Nordwesten abdreht, folgt der Wanderweg weiter der nördlichen Richtung, bis er schließlich auf den Anatoki Track trifft.